# Speltak
Een speltak is de benaming die Scouting Nederland gebruikt om een leeftijdsklasse aan te geven waarin scoutingactiviteiten worden ondernomen.
In Vlaanderen is de gebruikelijke term tak.
Naast een leeftijdscategorie, geeft het ook aan of jongens en meisjes gescheiden of samen in een groep activiteiten ondernemen, en - met name bij de jongere speltakken (tot 10 jaar) - vanuit welke fantasiewereld het thema gebruikt wordt om de activiteiten voor kinderen aan te koppelen. Bij de jongere speltakken verbeeldt de leiding een van de themafiguren uit het betreffende verhaal en gebruikt doorgaans de betreffende naam als aanspreektitel.
De scouting leeftijdscategorieën overlappen elkaar, omdat het in scouting gebruikelijk is uit te gaan van het ontwikkelingsstadium van het kind, vandaar dat er ruime leeftijdscategorieën zijn en er dus geen strikte leeftijdsgrens wordt aanhouden. De naamgevingen binnen de scouting zijn niet meer consequent. Dat is het gevolg van continue aanpassingen in de naam en inhoud van de speltakken, terwijl de scoutinggroepen zelf het vaak liever houden bij waar ze al aan gewend zijn. Ook zijn er regionale verschillen.

## Bevers
In 1979 werd door "Malak" van den Berg een nieuwe speltak opgericht, voor de 5 tot 7-jarigen. De 1e beverkolonie was geboren. Zes jaar later werden de Bevers als officiële speltak door de landelijke raad erkend en in het spelaanbod opgenomen.
Vanaf 2010 beleven de kinderen samen met het spelfiguur Stuiter in het denkbeeldige dorp "Hotsjietonia" geweldige avonturen. Naast Stuiter, zijn er vijf hoofdfiguren en vijf bijfiguren die in koppels te zien zijn. Het beverthema gebruikt dezelfde acht activiteitengebieden als de andere speltakken. Het uniform dat de kinderen bij deze speltak dragen is een rode blouse of een lichtblauwe trui of T-shirt met groepsdas. Daaronder wordt een donkerblauwe broek (veelal een spijkerbroek) gedragen. Soms wordt de outfit gecompleteerd met een blauwe cap.

## Welpen
Kinderen tussen de 7 en de 11 jaar kunnen terecht bij de Welpen. Het programma bestaat uit een grote variatie van activiteiten, zoals: bos spellen, knutselen, klimmen en klauteren, kamperen, speurtochten en gezamenlijk de wereld ontdekken. Deze speltak heeft een groene Scout-fit blouse, in waterscouting een blauwe Scout-fit blouse.
Het programma voor de Welpen is opgehangen aan het Jungle Boek van Rudyard Kipling, waarop Walt Disney decennia later losjes zijn film Jungleboek heeft gebaseerd. De leiding van de Welpen vernoemt zichzelf naar de karakters van de dieren uit het Jungleboek, bijvoorbeeld:
- Akela de wijze wolf
- Baloe de beer
- Kaa de slang
- Hathi de olifant
- Sahi het stekelvarken
- Shanti het meisje
- Mowgli de jongen
Akela is de primus inter pares van de leiding. Een groep welpen heet een horde.
Met het vernieuwen van de speltak verhalen is ook het thema verhaal van de Welpen enigszins aangepast. Zo zijn er nieuwe afbeeldingen gemaakt voor de karakters uit het Jungle Boek en is de originele versie van het Jungle Boek van Rudyard Kipling aangehouden ten opzichte van de Disney versie. Een van de redenen voor het wijzigen van het beeldmateriaal was het copyright dat voor deze afbeeldingen bij Disney lag.

### Kabouters, Esta's en Dolfijnen
Voor 2010 werd de leeftijdscategorie onderverdeeld in vier verschillende speltakken, te weten:
- Welpen (Jongens)
- Kabouters (Meisjes)
- Esta's (Gemengd)
- Dolfijnen (Waterscouts)

Voor de verzamelde takken werd het acroniem DWEK gebruikt.
De Welpen droegen oorspronkelijk naast hun groene uniform een donkergroen petje met gele biezen, met het insigne van een wolfskop erop. Kabouters hadden een groene muts. Esta's en dolfijnen hadden ook een eigen hoofddeksel. Sinds de vernieuwing van het uniform in 2010 mag de ScoutFit pet worden gedragen. Hoofddeksels maken echter geen deel meer uit van het standaard uniform.

## Scouts
Kinderen tussen de 11 en de 15 jaar (van het kalenderjaar dat een kind 11 wordt, tot het kalenderjaar dat het 15 wordt) kunnen terecht bij de scouts. Hoewel er ook nog spelletjes gedaan worden, zijn de activiteiten meer gericht op het buitenleven en het leren omgaan met techniek, natuur en voor jezelf en elkaar zorgen. Het scoutsprogramma is activiteit-georiënteerd. Onder de leeftijdscategorie scouts vallen ook water- en luchtscouts, die zich gespecialiseerd hebben. De term landscouts bestaat niet, maar de naam wordt dikwijls gebruikt om het onderscheid in speltype aan te geven. Voor scouts is de uniformblouse beige, voor waterscouts blauw en voor luchtscouts grijs.

### Scouts
Vroeger heetten de jongens Verkenners. De katholieke meisjes waren Gidsen en de andere meisjes Padvindsters. Nu zijn het allemaal scouts en draait de speltak vaak gemengd. Als de jongens en meisjes gescheiden draaien, worden vaak de namen verkenners (jongens) en padvindsters (meisjes) gebruikt. De naam gidsen voor meisjes in deze speltak is echter ook nog in gebruik.

### Waterscouts
Waterscouts is de verzamelnaam voor Zeeverkenners en Zeepadvindsters. Waterscouts is tegenwoordig doorgaans gemengd, dus het onderscheid is langzamerhand verdwenen. Bij sommige groepen, die geen Wilde Vaart afdeling hebben, stopt de speltak niet bij 14 tot 15, maar pas bij 17 jaar.
Waterscouting is de verzamelnaam voor alle waterspeltakken en komt dus in de plaats van waterwerk. De naam waterscout(s)ing is ontstaan in 1970 toen de Wesselgroep in Vlaardingen een naam moest verzinnen voor de gemengde zeeverkennerswacht. Ze was de eerste groep in Nederland met een gemengde welpenhorde waaruit een gemengde zeeverkenners- en -sterswacht voortkwam.
In de jaren 90 was er sprake van oprichting van een groep jongens in de leeftijd tussen 7 en 12 jaar bij de waterscout groep St. Joris te 's-Hertogenbosch genaamd "scheepsjongens" Met als eerste schipper
Jos van Boxtel. Later is dit landelijk door scouting Nederland overgenomen onder de naam "Dolfijnen ".
Deze groep draait nu met jongens en meisjes in de leeftijd van 7 tot 12 jaar.

### Luchtscouts
Luchtscouts zijn jongens en meisjes die zich naast het gewone scoutingprogramma ook met de luchtvaart bezighouden.

## Explorers
Voor jongens en meisjes tussen de 15 en 18 jaar zijn er de explorers. Soms wordt het acroniem EA voor explorerafdeling gebruikt. In deze speltak is er geen sprake meer van 'leiding', maar van 'begeleiding'. Zij heeft slechts een sturende functie. De explorers maken zelf hun programma en worden daar door een begeleider in bijgestaan. In veel van dit soort groepen worden de opkomsten door de explorers zelf geleid. Dikwijls zijn leden veel zelfstandiger dan jongere speltakken. Explorers organiseren soms bijvoorbeeld hun eigen zomerkamp, dat niet zelden buiten Nederland gehouden wordt. Explorers kunnen ook meedoen aan belangrijkste evenementen zoals Wereldjamboree. Explorers dragen een brique bloes (steenrood), in waterscouting een blauwe blouse, en een groepsspecifieke das.
Een groep explorers vormen een afdeling. De eerste afdeling is opgericht in 1958 en heet toepasselijk RA 1 (Rowan-afdeling 1). De meeste volgende afdelingen hebben zo'n afdelingsnummer. In februari 2015 is EA 768 (Explorer-afdeling 768) opgericht.

### Rowans en Sherpa's
Tot 2010 werden de termen rowans en sherpa's gebruikt om het verschil aan te geven tussen jongens (rowans) en meisjes (sherpa's). Vanaf 2010 worden beide groepen kortweg 'Explorers' genoemd, al hanteren enkele groepen nog de oude vormen. Rowans en Sherpa's worden afgekort als R&S of RSA (Rowans- en Sherpa's-afdeling).

### (Matrozen der/ter) Wilde Vaart
De leeftijdscategorie heet bij waterscouting Wilde Vaart, afgekort WV. De leden worden matrozen genoemd. Matrozen houden zich hoofdzakelijk bezig met zeilen, roeien en overige activiteiten op het water. Net als bij de landgroepen heeft iedere afdeling een nummer. De Wilde Vaart-afdeling 7, opgericht op 3 mei 1959, van de Miguel Pro Waterscouting in Arnhem is de oudste Wilde Vaart-afdeling.

### Astronauten
Luchtscouting gebruikt de term astronauten. Vaak wordt echter de naam luchtrowans gebruikt.

## Roverscouts
Voor 18 tot en met 21 jaar is er een speltak zonder begeleiding: de roverscouts. Het maken van een programma is geheel aan de leden zelf voorbehouden. Leden van de roverscouts vormen samen een Stam. De stam kan nog wel een stamadviseur hebben, die dan vooral bedoeld is om gevraagd en ongevraagd advies te geven. Programma's zijn heel divers, en kunnen variëren van kamperen en een dropping tot sport en spel, het maken van een eigen film of het houden van een kroegentocht. Bij waterscouting spreken we van loodsen die samen een Loodsenstam vormen. De rest van de Roverscouts werd en wordt ook wel Pivo's genoemd. Het woord is een samentrekking van pionier(ster) - voortrekker. De uniformbloes is meestal brique (steenrood) behalve de loodsen die een blauwe uniformbloes hebben. Formeel is deze blouse verplicht, maar hij wordt niet in alle groepen gedragen.

## Plusscouts
Deze nieuwste speltak werd per 1 januari 2004 ingevoerd. De Plusscouts zijn leden en 21 jaar of ouder. Verder hebben ze dezelfde rechten en plichten als jeugdleden. Ze hebben net als gewoonlijk bij de Jongerentak geen (bege-)leiding. Het uniform van Plusscouts is een blauwe polo met plus-scout badge. Het gewone uniform wordt gehandhaafd bij belangrijke activiteiten waar jeugdleden bij zijn. Het installatieteken wordt alleen gebruikt voor de oud-leden die als jeugdlid of kaderlid ooit geïnstalleerd waren.
De tak kent veel verschillende vormen zoals functies voor oud-leden van een scoutinggroep. De Vereniging Vrienden van Scouting heeft besloten verder te gaan binnen Scouting Nederland als Plusscoutskringen. Voor 2004 was Vrienden van Scouting een aparte vereniging.

### Landelijke Interessestammen
Voorheen viel Landelijke Interessestam onder de Jongerentak. Landelijke Interessestammen zijn ad-hocgroepen scouting leden die contact met elkaar zoeken om samen speciale activiteiten te ondernemen. Vaak gaat het hierbij om zwaardere buitensportactiviteiten, zoals speleologie, bergbeklimmen, hiken, wildwatervaren.

### Seniorenstammen
Seniorenstammen bestaan uit leden boven 21, die activiteiten doen die veel op Jongerentak-activiteiten lijken, vaak met een wat lagere frequentie.

### Oud-leden van een scoutinggroep
De oud-leden kunnen aan de scoutinggroep verbonden blijven en/of deze ondersteunen.

### Vrijwilligers bij scoutinggroep
De ouders en vrijwilligers kunnen een scoutinggroep ondersteunen.

## Blauwe Vogels - Bijzondere Eisen
Deze speltak werd opgericht voor kinderen met een lichamelijke en/of verstandelijke beperking. Er zijn daarom scoutinggroepen speciaal voor scouts met een handicap en scoutinggroepen met een speciale speltak voor scouts met een handicap, die kinderen met een beperking de kans geven mee te doen bij Scouting.
Zo'n groep wordt vaak een Bijzondere Eisen (afk. BE) groep genoemd en een lid van een BE-groep wordt Blauwe Vogel (afk. BV) genoemd. De oorsprong van die laatste naam ligt in het sprookje van de Blauwe Vogel.